# Сарпедон (младший)
Сарпедон (др.-греч. Σαρπηδών) — персонаж древнегреческой мифологии. Согласно Гомеру, сын Зевса и Лаодамии, дочери Беллерофонта. Либо сын Эвандра и Деидамии, внук старшего Сарпедона.
Участвовал в играх в Трое над кенотафом Париса, в состязаниях в беге. Участник Троянской войны. В «Илиаде» убил 2 греков, согласно Гигину, всего убил 2 воинов. Убил Тлеполема и Антифа. Убит Патроклом.
В Киликии было святилище и оракул Артемиды Сарпедонской. Согласно епископу Василию из Селевкии, Сарпедон в поисках пропавшей сестры забредает в Киликию.
В его честь названа линия Сарпедон на спутнике Юпитера Европе.